# Gare de Montchanin
La gare de Montchanin est une gare ferroviaire française des lignes de Nevers à Chagny et du Coteau à Montchanin, située sur le territoire de la commune de Montchanin, dans le département de Saône-et-Loire, en région Bourgogne-Franche-Comté.
C'est une gare de la Société nationale des chemins de fer français (SNCF), bénéficiant du service d'information en ligne Gare en mouvement. Elle est desservie par des trains régionaux TER Bourgogne-Franche-Comté.

## Situation ferroviaire
Établie à 322 mètres d'altitude, la gare de Montchanin est située au point kilométrique (PK) 133,274 de la ligne de Nevers à Chagny, entre les gares du Creusot-Ville (s'intercalent les haltes fermées de la Mouille-Longue et de Villedieu-Chanliau) et de Saint-Léger-sur-Dheune (s'intercalent les gares fermées du Monetois, Saint-Julien-Écuisses, Perreuil et de Saint-Bérain-sur-Dheune).
Gare de Bifurcation, elle est également située au PK 109,954 de la ligne du Coteau à Montchanin après la halte de Blanzy  (s'intercalent la gare fermés de Blanzy-Poste) et au PK 27,9 de l'ancienne ligne d'Étiveau à Montchanin (déclassée) après la halte de Saint-Laurent d'Andenay.
Au delà de la gare en direction de Chagny se trouve un raccordement non-électrifié qui permet de relier la gare de Montchanin et la ligne de Nevers à Chagny à la gare du Creusot TGV et à la LGV Sud-Est (LN1). Ce raccordement n'est pas utilisé pour les relations commerciales.

## Histoire

### Gare PLM (1861-1938)
La gare de Montchanin est mise en service le 21 septembre 1861 par la Compagnie des chemins de fer de Paris à Lyon et à la Méditerranée (PLM), lorsqu'elle ouvre à l'exploitation la première section de Montceau-les-Mines à Chagny, de sa « ligne de Chagny à Moulins ».
En 1865, c'est cette gare qui est la plus importante du département en nombre de tonnes de marchandises réceptionnées en petite vitesse. En 1867, on y réalise des modifications pour agrandir les installations afin de lui permettre d'assurer sa fonction de gare de bifurcation entre les lignes de Nevers et de Moulins. En 1871, est approuvé le projet d'installation d'une prise d'eau pour l'alimentation de la gare. 
En 1885, les travaux d'agrandissements se poursuivent avec la construction puis la livraison au service de la traction d'« une remise annulaire pouvant contenir 12 machines ». De nouveaux agrandissements dues bâtiments de la gare voyageurs sont également prévus. En 1888,  l'ancien dépôt des machines est détruit et les voies sont modifiées. Pour les bâtiments, le chantier est terminé pour la chaufferie et les lieux d'aisances et on construit un nouveau bâtiment pour abriter un bureau, le magasin, ainsi que deux logements pour un conducteur et un poseur de voie.
La ligne de Saint-Gengoux à Montchanin est mise en service, dans sa totalité, le 15 juin 1889.

### Gare SNCF (depuis 1938)
La fermeture au service des voyageurs de la ligne de Saint-Gengoux à Montchanin a lieu le 1er juillet 1938 et le service des marchandises , entre Le Puley et Montchanin, au mois d'août 1940.

Dessertes dans les années 1990
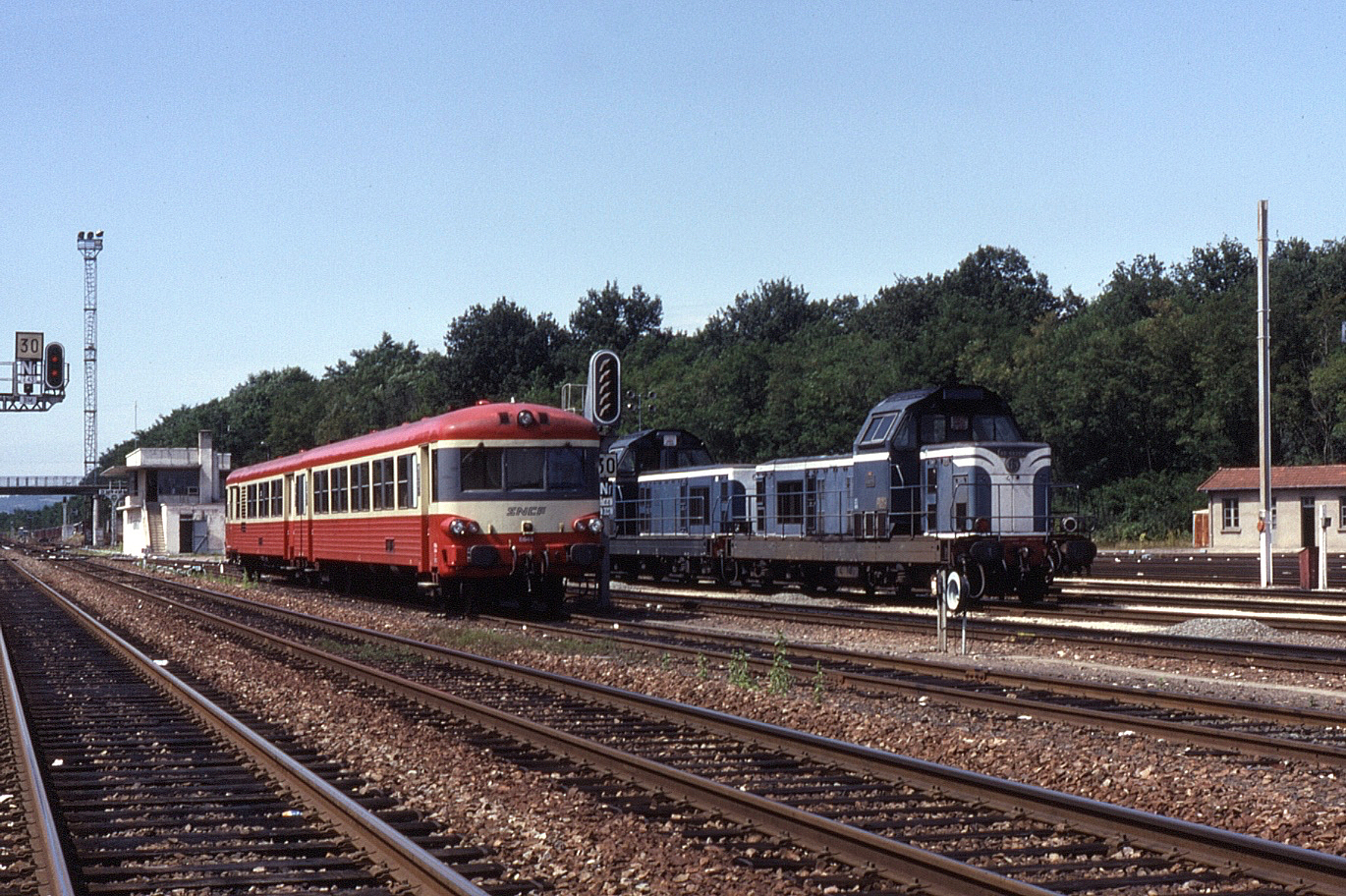
1992.
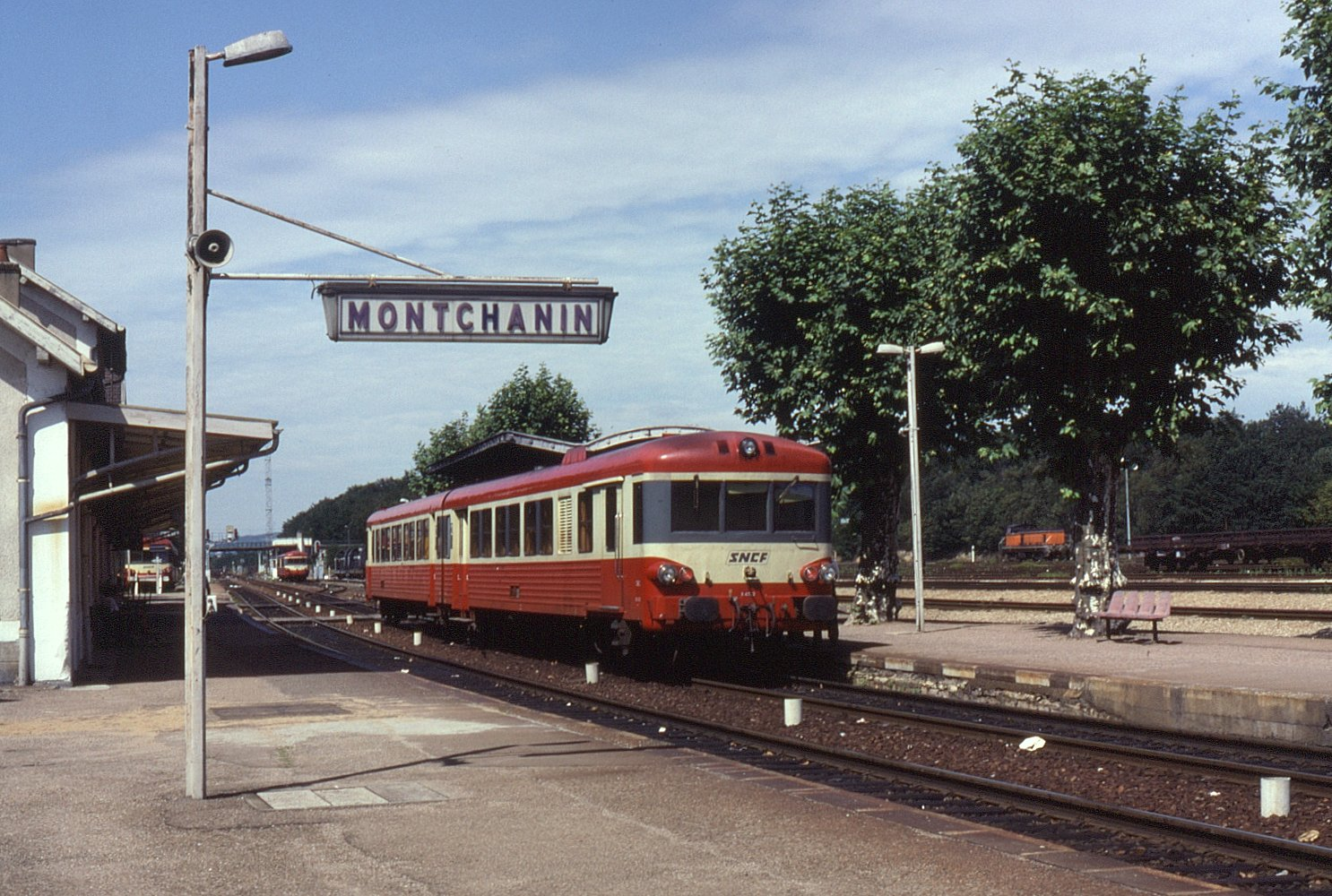
1992.
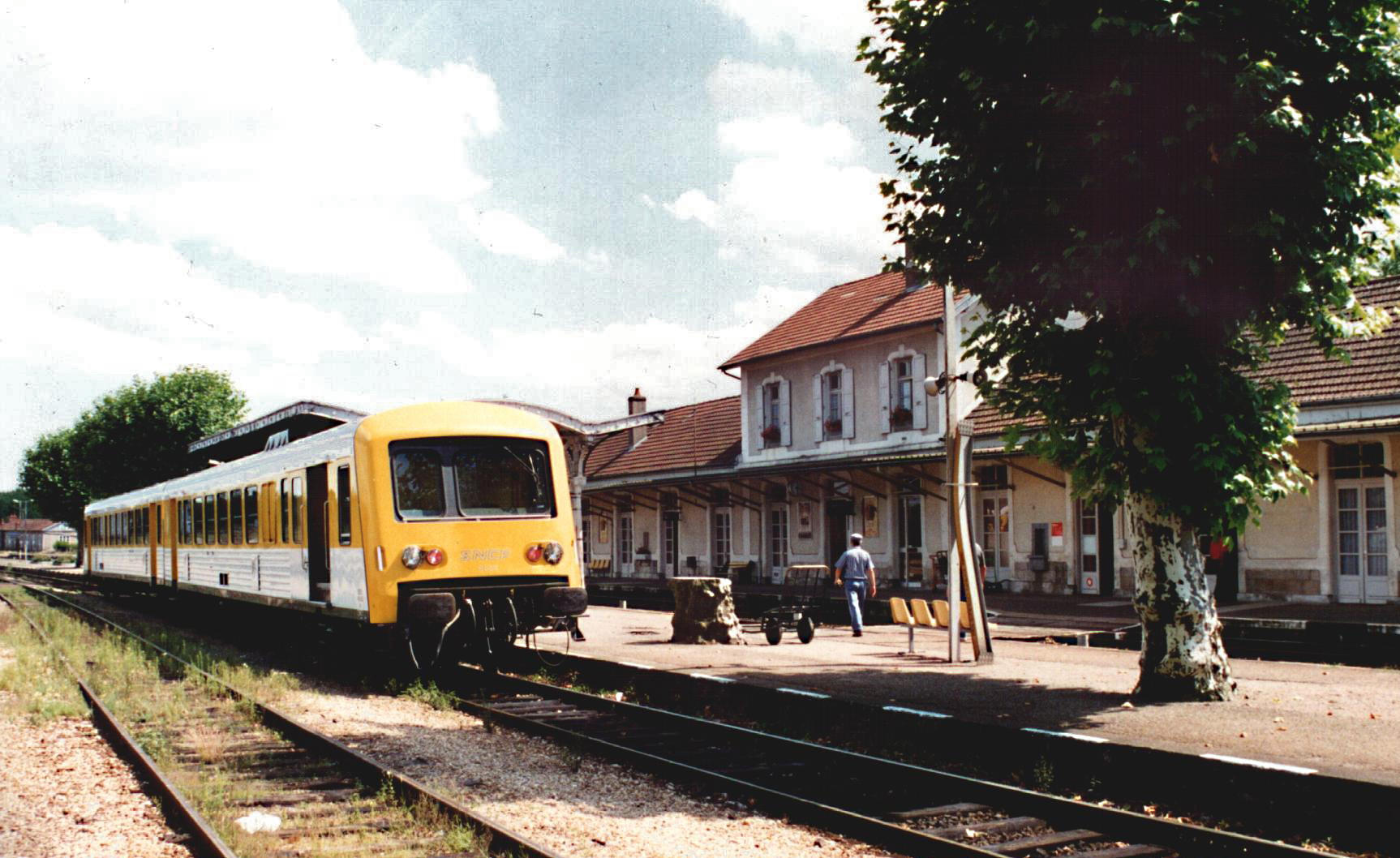
1997.

## Service des voyageurs

### Accueil
Gare SNCF, elle dispose d'un bâtiment voyageurs avec une salle d'attente (ouvert tous les jours) et un guichet toute la semaine (sauf le week-end). Elle est équipée d'automates pour l'achat de titres de transport et d'une borne d'informations multimodales. C'est une gare "accès plus" disposant d'équipements et services pour les personnes à la mobilité réduite.

### Dessertes
Montchanin est desservie par des trains du réseau TER Bourgogne-Franche-Comté, qui effectuent des missions entre les gares de Paray-le-Monial et Chalon-sur-Saône, Nevers et Dijon, Étang-sur-Arroux et Dijon (pour des horaires actualisés, consulter le site de l'exploitant).

### Intermodalité
Un parking pour véhicules et un parc à vélos y sont aménagés. Arrêt des cars TER Auvergne-Rhône-Alpes (Ligne Roanne, Montchanin, Le Creusot-Montceau-Montchanin TGV). Des bus ont un arrêt à la gare ou à l'arrêt Libération à 400 m (lignes 21, 28, 5A, N et TGV bus) ; arrêt cars réseau Buscéphale transport (lignes 1, 2 et 3).

## Service des marchandises
Cette gare est ouverte au service du fret (transport de toutes marchandises, gare ouverte au wagon isolé).

## Projet
Il existe toujours une voie ferrée qui permet de relier la gare de Montchanin et celle du Creusot-TGV, mais il n'est pas ouvert au trafic régulier. Dans le cadre du projet VFCEA (Voie ferrée Centre Europe Atlantique), cette voie devait être rouverte afin de réaliser la correspondances TER-TGV au Creusot TGV. Néanmoins, ce projet est finalement abandonné en septembre 2017 . En 2019, la Région Bourgogne Franche-Comté débloque 700 000€ pour relier les deux gares et créer des correspondances pour les TGV.